# Grand Prix Júnior de Patinação Artística no Gelo no Reino Unido
O Grand Prix Júnior de Patinação Artística no Gelo no Reino Unido (muitas vezes intitulado: John Curry Memorial) é uma competição internacional de patinação artística no gelo de nível júnior. A competição é organizada pela União Internacional de Patinação (ISU), e disputada no outono, em alguns anos, como parte do Grand Prix Júnior de Patinação Artística no Gelo.

## Edições
| Ano        | Edição               | Cidade sede          | Júnior               | Júnior               | Júnior               | Júnior               | Ref                  |
| Ano        | Edição               | Cidade sede          | M                    | F                    | P                    | D                    | Ref                  |
| ---------- | -------------------- | -------------------- | -------------------- | -------------------- | -------------------- | -------------------- | -------------------- |
| 2000       | Final                | Ayr                  | •                    | •                    | •                    | •                    | [ 1 ]                |
| 2001– 2006 | Não houve competição | Não houve competição | Não houve competição | Não houve competição | Não houve competição | Não houve competição | Não houve competição |
| 2007       | 1.ª                  | Sheffield            | •                    | •                    | •                    | •                    | [ 2 ]                |
| 2008       | 2.ª                  | Sheffield            | •                    | •                    | •                    | •                    | [ 3 ]                |
| 2009       | Não houve competição | Não houve competição | Não houve competição | Não houve competição | Não houve competição | Não houve competição | Não houve competição |
| 2010       | 3.ª                  | Sheffield            | •                    | •                    | •                    | •                    | [ 4 ]                |

Legenda
- Final do Grand Prix ISU Júnior

## Lista de medalhistas

### Individual masculino
| Evento                    | Ouro                           | Prata                            | Bronze                             |
| Ayr 2000 (detalhes)       | Ma Xiaodong · China            | Sergei Dobrin · Rússia           | Stanislav Timchenko · Rússia       |
| 2001–2006                 | Não houve competição           | Não houve competição             | Não houve competição               |
| Sheffield 2007 (detalhes) | Tatsuki Machida · Japão        | Douglas Razzano · Estados Unidos | Artem Grigoriev · Rússia           |
| Sheffield 2008 (detalhes) | Florent Amodio · França        | Keegan Messing · Estados Unidos  | Alexander Johnson · Estados Unidos |
| 2009                      | Não houve competição           | Não houve competição             | Não houve competição               |
| Sheffield 2010 (detalhes) | Joshua Farris · Estados Unidos | Zhan Bush · Rússia               | Liam Firus · Canadá                |

### Individual feminino
| Evento                    | Ouro                                   | Prata                         | Bronze                          |
| Ayr 2000 (detalhes)       | Ann Patrice McDonough · Estados Unidos | Kristina Oblasova · Rússia    | Yukari Nakano · Japão           |
| 2001–2006                 | Não houve competição                   | Não houve competição          | Não houve competição            |
| Sheffield 2007 (detalhes) | Yuki Nishino · Japão                   | Svetlana Issakova · Estônia   | Sonia Lafuente · Espanha        |
| Sheffield 2008 (detalhes) | Kanako Murakami · Japão                | Yukiko Fujisawa · Japão       | Angela Maxwell · Estados Unidos |
| 2009                      | Não houve competição                   | Não houve competição          | Não houve competição            |
| Sheffield 2010 (detalhes) | Adelina Sotnikova · Rússia             | Yasmin Siraj · Estados Unidos | Yuki Nishino · Japão            |

### Duplas
| Evento                    | Ouro                                            | Prata                                                  | Bronze                                        |
| Ayr 2000 (detalhes)       | Zhang Dan · Zhang Hao · China                   | Kristen Roth · Michael McPherson · Estados Unidos      | Yuko Kawaguchi · Alexander Markuntsov · Japão |
| 2001–2006                 | Não houve competição                            | Não houve competição                                   | Não houve competição                          |
| Sheffield 2007 (detalhes) | Vera Bazarova · Yuri Larionov · Rússia          | Ksenia Krasilnikova · Konstantin Bezmaternikh · Rússia | Zhang Yue · Wang Lei · China                  |
| Sheffield 2008 (detalhes) | Anastasia Martiusheva · Alexei Rogonov · Rússia | Sabina Imaikina · Andrei Novoselov · Rússia            | Narumi Takahashi · Mervin Tran · Japão        |
| 2009                      | Não houve competição                            | Não houve competição                                   | Não houve competição                          |
| Sheffield 2010 (detalhes) | Ksenia Stolbova · Fedor Klimov · Rússia         | Narumi Takahashi · Mervin Tran · Japão                 | Natasha Purich · Raymond Schultz · Canadá     |

### Dança no gelo
| Evento                    | Ouro                                             | Prata                                               | Bronze                                         |
| Ayr 2000 (detalhes)       | Tanith Belbin · Benjamin Agosto · Estados Unidos | Elena Khaliavina · Maxim Shabalin · Rússia          | Miriam Steinel · Vladimir Tsvetkov · Alemanha  |
| 2001–2006                 | Não houve competição                             | Não houve competição                                | Não houve competição                           |
| Sheffield 2007 (detalhes) | Maria Monko · Ilia Tkachenko · Rússia            | Lucie Myslivečková · Matěj Novák · República Tcheca | Nadezhda Frolenkova · Mikhail Kasalo · Ucrânia |
| Sheffield 2008 (detalhes) | Madison Chock · Greg Zuerlein · Estados Unidos   | Alisa Agafonova · Dmitri Dun · Ucrânia              | Karen Routhier · Eric Saucke-Lacelle · Canadá  |
| 2009                      | Não houve competição                             | Não houve competição                                | Não houve competição                           |
| Sheffield 2010 (detalhes) | Ksenia Monko · Kirill Khaliavin · Rússia         | Victoria Sinitsina · Ruslan Zhiganshin · Rússia     | Nicole Orford · Thomas Williams · Canadá       |